# Les Aventures de Colargol
Les Aventures de Colargol est une série télévisée animé en volume franco-polonaise en 53 épisodes de 13 minutes chaque, créée par Albert Barillé d'après le personnage homonyme imaginé par Olga Pouchine et diffusée du 9 novembre 1970 à 1974 sur la deuxième chaîne de l'ORTF. La série a été exportée avec succès dans de nombreux pays.
Au Québec, elle est diffusée à l'automne 1973 dans le bloc de programmes Bagatelle à la Télévision de Radio-Canada.
La série est remastérisée avec une sortie au cinéma des 3 premiers épisodes le 13 septembre 2023. Les 4 suivants sont projetés dès le 2 avril 2025.

## Genèse

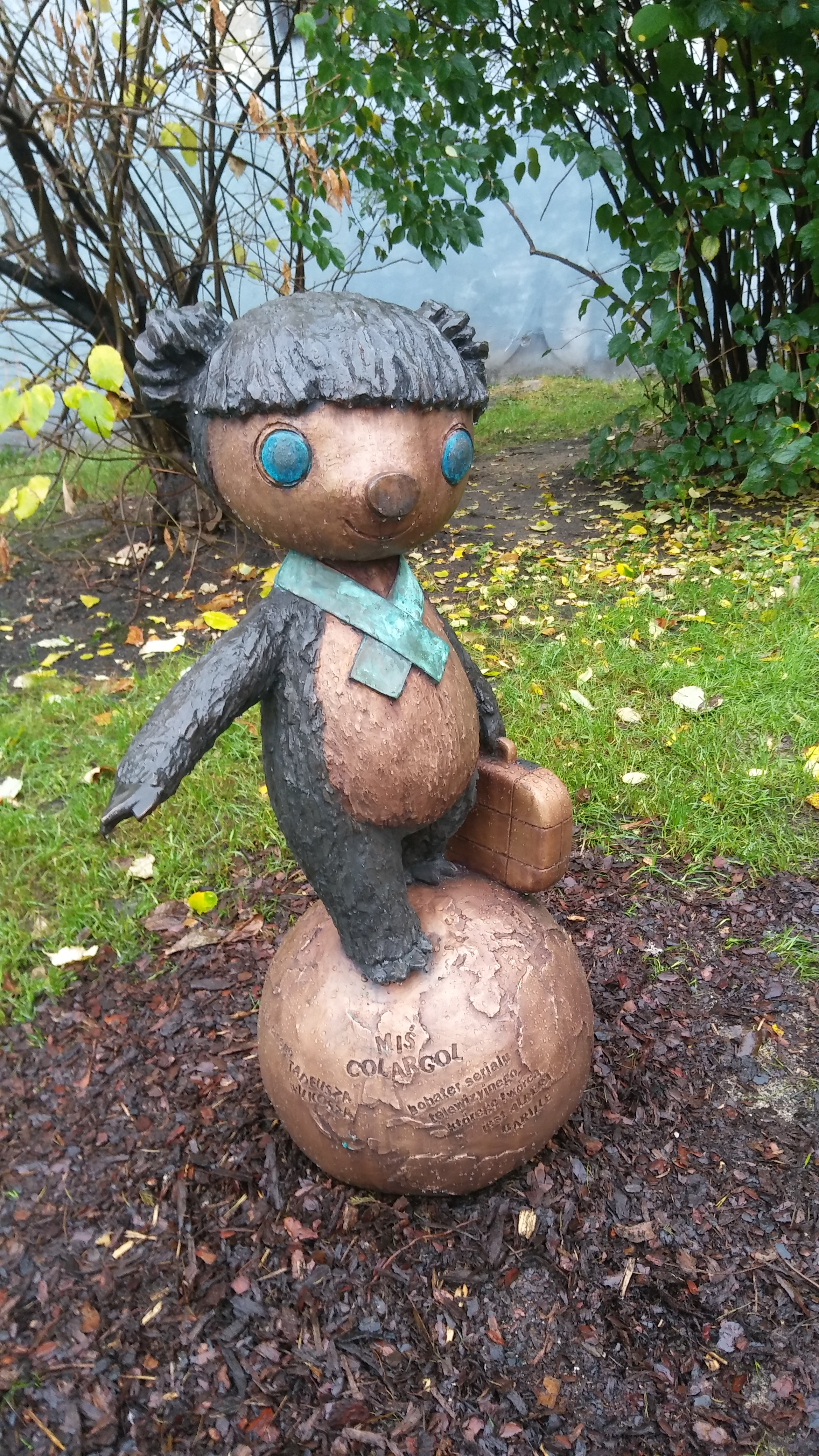
Statue de Colargol à Łódź en Pologne.

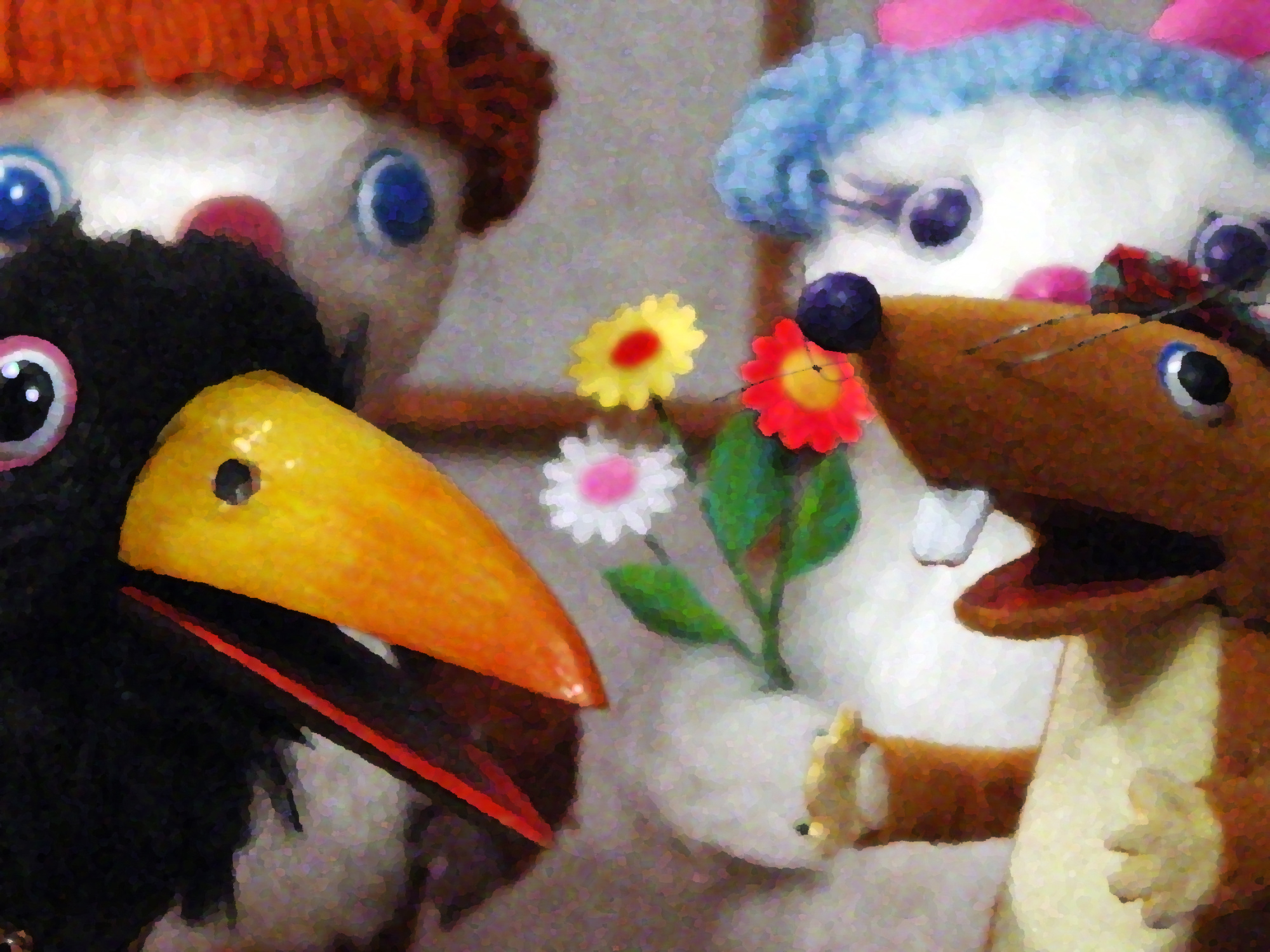
Colargol et ses amis

En 1969, Albert Barillé, producteur indépendant, finança lui-même la série (devant un refus de l'ORTF) et en confia la réalisation à Tadeusz Wilkosz, animateur des studios Se-ma-for (pl) en Pologne.

## Synopsis
Les joyeuses et chantantes aventures d'un ourson dont le seul désir est de chanter. Malheureusement, il n'a aucun don pour cela…

## Fiche technique
- Titre original : Les Aventures de Colargol
- Réalisateur : Tadeusz Wilkosz (pl)
- Scénaristes : Albert Barillé
- Générique : Mireille et Jean-Michel Defaye (musique), Victor Villien (paroles), arrangement d'André Popp (BO publiée sur 45 tours Philips 6210 016)[4] .
- Production : Albert Barillé, Olga Pouchine
- Sociétés de production : Procidis
- Pays d'origine : France, Pologne
- Langue : français
- Nombre d'épisodes : 53 épisodes (1 saison)
- Durée : 13 minutes
- Dates de première diffusion :  France : 9 novembre 1970

## Distribution

### Voix françaises
- Victor Villien : Corbeau 12
- Claude Joseph : Hector
- Gérard Hernandez : Blacky Kid

et
- Marcelle Lajeunesse
- Jacqueline Rivière
- Claude Joseph
- Albert Augier
- Claude Chantal

### Voix polonaises
- Stanisław Czernik : Corbeau 12
- Roman Werliński, Waldemar Szyk : Hector
- Szczepan Chęciński : Zibou, voix additionnelles
- Tadeusz Wojan : le père de Colargol, Blacky Kid, voix additionnelles
- Barbara Borkowska : le mère de Colargol, la corneille, voix additionnelles
- Janusz Cyl : Buff

Source: ,,,

## Épisodes[9]
1. Un matin à Bois-Joli (saison 1)
2. Un ours qui vole
3. Chez le roi des oiseaux
4. Le Concert
5. Au cirque Pimoulu
6. Colargol chanteur de cirque
7. La Délivrance
8. Qu'on est bien dans l'eau
9. Aventures en mer
10. Colargol moussaillon
11. La Révolte
12. Colargol au pôle nord
13. En route pour Bois-Joli
14. Colargol et l'espace
15. En route pour le cosmos
16. Dans le cosmos
17. Colargol sur la lune
18. Dans la fantasmagorie
19. Vers la météorologie
20. Chez la fée Carabosse
21. Le Retour
22. Colargol en vacances
23. Nos amis arrivent
24. Nordine est là
25. Colargol garçon d'honneur
26. Le mariage de Corbeau 12
27. Adieu Nordine
28. L'Hiver à Bois-Joli (saison 2)
29. Le Sifflet perdu
30. Seul sous les eaux
31. Bonjour printemps
32. Rencontre avec Toutpoil
33. La Grande Fête
34. Colargol au far west
35. Le trésor volé
36. Les Poursuivants poursuivis
37. Prisonnière chez des bandits
38. Le Pacific Express
39. Golden City
40. Tout va rentrer dans l'ordre
41. Colargol et les tulipes d'or
42. Colargol en Grande Bretagne
43. Colargol en Amérique latine
44. Colargol en Australie
45. Colargol aux Indes
46. Dans les steppes de Sibérie
47. Colargol en Afrique
48. Au cœur de l'Afrique
49. Retour d'Afrique
50. Le Grand Retour
51. Conte de Noël N°1
52. Conte de Noël N°2